# بیلفینگر
بیلفینگر (انگلیسی: Bilfinger) شرکت مهندسی آلمانی است، که در زمینه ارائه خدمات مهندسی و مشاوره، همچنین ساخت‌وساز شهری و صنعتی فعالیت می‌نماید.
شرکت بیلفینگر در سال ۱۸۸۰ توسط آگست برناتز تأسیس شد. دفتر مرکزی این شرکت در شهر مانهایم، آلمان قرار دارد و بخشی از سهام آن در بورس دویچه بورزه معامله می‌شود.